# Sociedad del riesgo

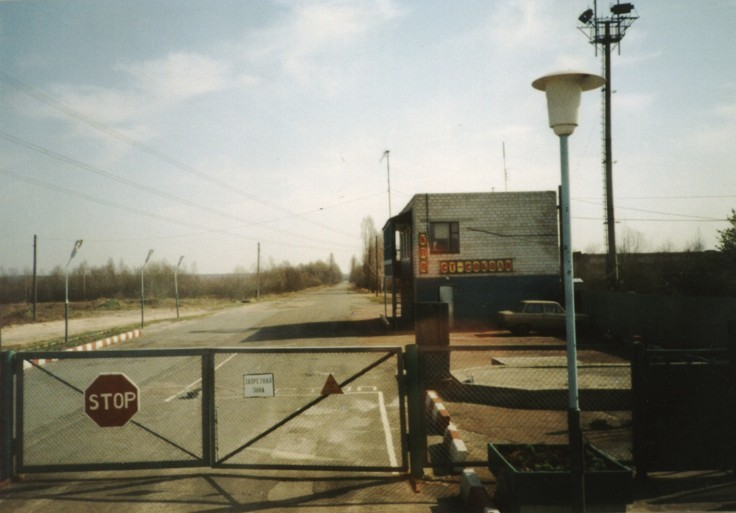
La entrada a la zona de la alienación en torno a Chernóbil.

La sociedad del riesgo o sociología de riesgo es la síntesis sociológica de un momento histórico del período moderno en que este es despojado de sus componentes centrales, motivando una serie de debates, reformulaciones y nuevas estrategias de dominación. Se trataría de una sociedad posindustrial, en el sentido en que las matrices básicas de la modernidad y su misma correlación de fuerzas han cambiado sustancialmente. El término fue postulado por el sociólogo alemán Ulrich Beck en 1986.

## Definición
Para el sociólogo británico Anthony Giddens, la sociedad del riesgo (risk society) es «una sociedad cada vez más preocupada por el futuro (y también por la seguridad), lo que genera la noción de riesgo».
Ulrich Beck, en cambio, la define como «una forma sistemática de lidiar con peligros e inseguridades inducidos e introducidos por la propia modernización», entendiendo esta última como

oleadas de racionalización tecnológica y cambios en el trabajo y la organización [social], pero además de eso incluye mucho más: el cambio en las características sociales y las vidas corrientes, cambios en el estilo de vida y las formas de amar, cambio en las estructuras de poder e influencia, en las formas de represión y participación política, en las percepciones de la realidad y en las pautas de conocimiento. En la comprensión de la modernidad por las ciencias sociales, el arado, la locomotora a vapor y el microchip son indicadores observables de un proceso mucho más profundo, que abarca y reforma toda la estructura social (p. 50).

### Contexto intelectual
Tanto Beck como Giddens abordan la sociedad del riesgo desde la perspectiva de la modernidad,

un término abreviado para la sociedad actual o civilización industrial [...] la modernidad es mucho más dinámica que cualquier tipo de orden social previo. Es una sociedad [...] que, al contrario que toda cultura anterior, vive en el futuro en lugar de en el pasado (Giddens y Pierson, 1998, p. 94).

Otro pilar de sus teorías es el concepto de reflexividad (reflexivity), esto es, la idea de que mientras una sociedad se autoexamina, se cambia a sí misma en el proceso.

## Sociedad del riesgo y sociedad moderna (características)

### La sociedad delriesgo
- Trabajo flexible y capital liberado. Pauperización de la condición de vida de las clases subordinadas. Complejización de la lucha de clases (anulación, en algunas regiones) y pérdida de conquistas sociales por parte de las clases subordinadas.
- Aparición de discursos feministas, ecologistas y autonomistas que significan una crítica a las estructuras y relaciones sociales construidas durante la modernidad.
- Pensamiento uniforme, desinformación deliberada y limitación progresiva de la educación a la población.
- Crisis de las instituciones sociales modernas. Quiebra de la cosmovisión de la modernidad. Aceptación del riesgo en el pacto social. Convivencia con la crisis ecológica, política y social.
- Dominación completa del capital en la sociedad, lo cual repercute en áreas como la educación, instituciones científicas, discursos, derechos, etc.

### La sociedad moderna
- Trabajo mediado entre todos en el mundo privado y el Estado. Nivelamiento de las condiciones de vida de las clases subordinadas. Acceso al poder progresivo de éstas y delimitación de las diferencias interclasistas.
- Discurso uniforme centrado en la racionalidad y el progreso continuo.
- Pensamiento de dos frentes (comunismo y liberalismo) que promueven, desde distintas lógicas, un mayor acceso a la información. Esta dualidad produce relativa parcialidad informativa.
- Aceptación de las instituciones sociales básicas en la población, sin distinción de clase y grupo político, racial o cultural. No existe el riesgo; el Estado se encarga de asegurar trabajo, educación y salud a la vez que exige al mundo privado marcos normativos en el contrato, variables según la región.
- Dominación parcial del capital; su control hegemónico se ve impedido por el rol del Estado y los logros del proletariado organizado desde fines del siglo XIX.

## CRITICAS

### Jeffrey Alexander y la sociología cultural
La principal crítica de Jeffrey C. Alexander (1996) a las teorías de Beck se refiere al «momento de la toma de conciencia del riesgo (timing of risk awareness)», cuyos intentos de solución conducen a una «teorización autocontradictoria y ad hoc» (p. 251). Si bien Beck (1992) presenta los miedos de la sociedad del riesgo como un hecho social objetivo (aquel derivado necesariamente de la infraestructura económica de las sociedades capitalistas), nacido «del propio desarrollo tecno-económico» (p. 19); para Alexander (1996), no alude a «la cuestión de cuándo, y cómo, un "riesgo" es detectado, y de cómo estos riesgos son introducidos en la agenda social», siendo «simplemente la mera enormidad objetiva de riesgo la que crea su apercepción» (p. 254).
Los riesgos objetivos de la producción, tecnológicos e industriales, no aparecieron a la par que las políticas verdes, existe un lapso temporal entre el riesgo objetivo y su percepción, hecho del que Beck es consciente (p. 254). Así, esgrime tres argumentos con el fin de explicarlo. En primer lugar, alude a la «dictadura de la escasez» (Beck, 1992, p. 20), según la cual primarían la producción de riqueza y el confort material sobre las consecuencias ecológicas de esta, comenzando la percepción del riesgo una vez alcanzado un mínimo nivel de bienestar (Alexander y Smith, 1996, p. 254). Alexander critica la falta de claridad en dicha tesis, así como la asunción de que «una vez la riqueza ha sido alcanzada, la percepción del riesgo opera sin mediación social» (p. 255).
En segundo lugar, Beck (1992) señala una mayor abstracción de los riesgos hoy día (p. 21), lo cual explicaría por qué pese a la gran cantidad de riesgos existentes estos no son traducidos como él teoriza en la percepción de las poblaciones contemporáneas (Alexander y Smith, 1996, p. 255). Sin embargo, para Alexander la proposición de que mayor información acerca de los riesgos implica mayor conciencia de estos peca de ingenua, contradiciendo incluso «la lógica objetivista tras la tesis central de la conciencia del riesgo [de Beck]» y renunciando a «explorar las dimensiones no racionales de significado y motivación» (p. 255).
Por último, Beck (1992) caracteriza el lapso existencia-percepción del riesgo como un problema de causalidad, en tanto que «[los riesgos] están basados en interpretaciones causales» y, por lo tanto, «inicialmente sólo existen en términos del [...] conocimiento sobre ellos» (pp. 22-28). El error aquí sería considerar que «la interpretación causal faltante de los hechos objetivos, visible e invisible, sólo puede ser proporcionada por el propio conocimiento científico» (Alexander y Smith, 1996, p. 255). También «el intercambio de expectativas culturales, miedos o esperanzas que median entre los riesgos contemporáneos y su percepción» influye en este proceso (íb.).
Como alternativa, Alexander propone interpretar La sociedad del riesgo como un «discurso mitológico»; un hecho social no en el sentido empírico, sino como una traducción al lenguaje de las ciencias sociales del «mito tecnológico», construida por y reflejando las estructuras sociales y culturales de la sociedad contemporánea, análoga al anterior término «sociedad capitalista» (p. 259). Los peligros de la sociedad del riesgo serían no tanto «generalizaciones empíricas como representaciones simbólicas de los poderes misteriosos del mal, cuyos referentes Beck conecta a los elementos de la vida social y física contemporánea» (p. 260).